# Moldes
Moldes is een plaats (freguesia) in de Portugese gemeente Arouca en telt 1 477 inwoners (2001).